# Federazione pallavolistica della Guinea
La Federazione guineana di pallavolo (fra. Fédération guineenne de Volley-Ball, FGVB) è un'organizzazione fondata per governare la pratica della pallavolo in Guinea.
Organizza il campionato maschile e femminile, e pone sotto la propria egida la nazionale maschile e femminile.
Ha aderito alla FIVB nel 1961.